# Mistrzostwa Europy w Piłce Nożnej Kobiet 2001
Mistrzostwa Europy w Piłce Nożnej Kobiet 2001 (oficjalna nazwa UEFA European Women's Championship 2001) zostały rozegrane w Niemczech w dniach 23 czerwca - 7 lipca 2001 r. W turnieju finałowym wystartowało 8 drużyn narodowych. Mistrzyniami Europy zostały piłkarki Niemiec, wicemistrzyniami – Szwecji.

## Składy drużyn
Zobacz: Mistrzostwa Europy w Piłce Nożnej Kobiet 2001 (składy)

## Wyniki

### Grupa A
- 23 czerwca, Erfurt     Szwecja – Niemcy 1:3

   Hanna Ljungberg 14'
   Claudia Müller 42', 65', Maren Meinert 78'
- 24 czerwca, Jena     Anglia – Rosja 1:1

   Angela Banks 45'
   Aleksandra Swietlicka 62'
- 27 czerwca, Erfurt     Niemcy – Rosja 5:0

   Bettina Wiegmann 52', Birgit Prinz 50', Maren Meinert 69', Sandra Smisek 73', 89'
   ----
- 27 czerwca, Jena     Szwecja – Anglia 4:0

   Jane Törnqvist 3', Kristin Bengtsson 26', Hanna Ljungberg 74', Victoria Svensson 80'
   ----
- 30 czerwca, Jena     Anglia – Niemcy 0:3

   ---
   Petra Wimbersky 57', Bettina Wiegmann 65', Renate Lingor 67'
- 30 czerwca, Erfurt     Szwecja – Rosja 1:0

   Linda Fagerström 76'
   ----
| Drużyna | Punkty | Bramki strzelone | Bramki stracone |
| ------- | ------ | ---------------- | --------------- |
| Niemcy  | 9      | 11               | 1               |
| Szwecja | 6      | 6                | 3               |
| Rosja   | 1      | 1                | 7               |
| Anglia  | 1      | 1                | 8               |

### Grupa B
- 25 czerwca, Aalen     Dania – Włochy 1:2

   Julie Rydahl Bukh 74'
   Patrizia Panico 12', 72'
- 25 czerwca, Ulm     Norwegia – Francja 3:0

   Monica Knudsen 14', Emmanuelle Sykora 18' (samob.), Dagny Mellgren 40'
   ----
- 28 czerwca, Reutlingen     Francja – Dania 3:4

   Marinette Pichon 21', Stéphanie Mugneret-Béghé 27', Gaëlle Blouin 83'
   Gitte Krogh 15' (karny), 90', Christina Bonde 18', Julie Hauge Andersson 71'
- 28 czerwca, Reutlingen     Włochy – Norwegia 1:1

   Maria Rita Guarino 13'
   Dagny Mellgren 16'
- 1 lipca, Aalen     Dania – Norwegia 1:0

   Merete Pedersen 84'
   ----
- 1 lipca, Ulm     Francja – Włochy 2:0

   Marinette Pichon 37', Françoise  Jézequel 74' (karny)
   ---
| Drużyna  | Punkty | Bramki zdobyte | Bramki stracone |
| -------- | ------ | -------------- | --------------- |
| Dania    | 6      | 6              | 5               |
| Norwegia | 4      | 4              | 2               |
| Włochy   | 4      | 3              | 4               |
| Francja  | 3      | 5              | 7               |

### Półfinały
- 4 lipca, Ulm     Niemcy – Norwegia 1:0

   Sandra Smisek 57'
   ----
- 4 lipca, Ulm     Dania – Szwecja 0:1

  
   Tina Nordlund 9'

### Finał
- 7 lipca, Ulm     Niemcy – Szwecja 1:0 (złoty gol)

   Claudia Müller 98'
   ----